# Bouvet-Gruppe

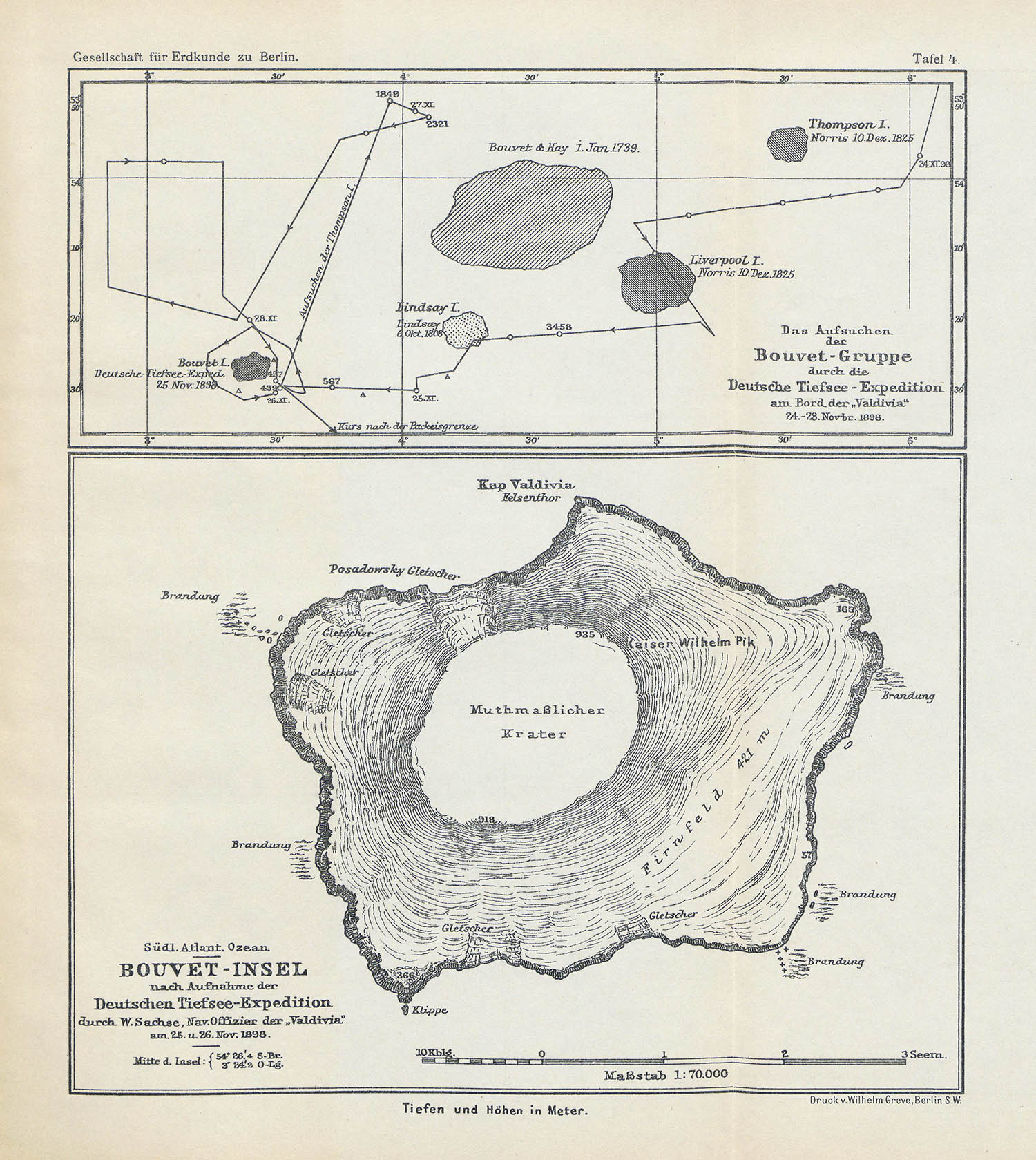
Die Bouvet-Gruppe mit der Route der Valdivia-Expedition

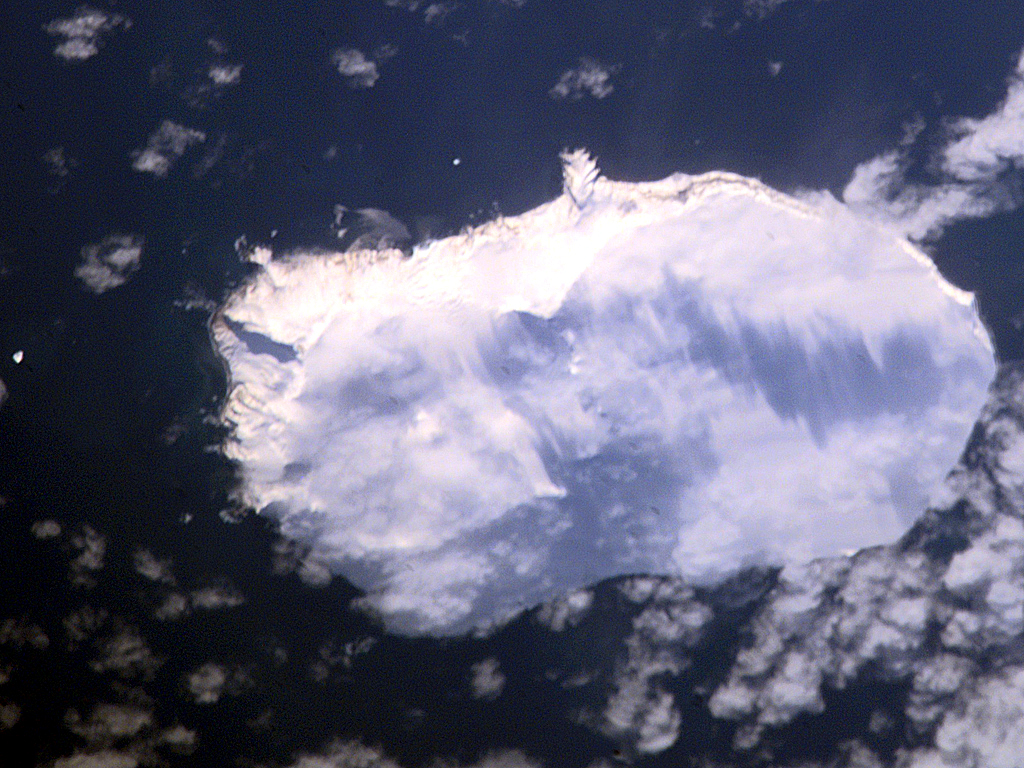
Die Bouvetinsel, Hintergrund der Bouvet-Gruppe

Die Bouvet-Gruppe ist eine Reihe von Phantominseln im Südatlantik, die zwischen 1739 und 1898 von verschiedenen Expeditionen gesichtet oder betreten wurden. Zur Gruppe gehören die Phantominseln Bouvet & Hay, Thompson Island, Liverpool Island, Lindsay Island sowie die real existierende Bouvetinsel. Erst die deutsche Valdivia-Expedition konnte 1898 beweisen, dass lediglich die namensgebende Bouvetinsel existiert.

## Geographie
Die Inselgruppe besteht aus fünf Inseln, von denen lediglich eine existiert. Die vielen verschiedenen Positionen lassen sich auf unterschiedliche Interpretationen und Zuordnungen aller Sichtungen zurückführen. Zudem existierte vor 1884 kein einheitlicher Meridian, weshalb häufig nur ein verlässlicher Breitengrad der Positionen, an denen die Sichtungen stattfanden, existiert.
- Bouvet & Hay, angeblich 1739 gesichtet durch Jean-Baptiste Charles Bouvet de Lozier
- Lindsay Island (tatsächlich Bouvetinsel), gesichtet 1808
- Liverpool Island (tatsächlich Bouvetinsel), gesichtet 1825
- Thompson Island (mutmaßlicher Eisberg), gesichtet 1825 und angeblich 1893
- Bouvet Island, real gesichtet 1739, 1808, 1825 und 1898

Die nächste Küste ist mit etwa 1.700 Kilometern Entfernung das Königin-Maud-Land der Antarktis, was zu zahlreichen fehlgeschlagenen Versuchen, den Archipel aufzufinden, führte.

## Sichtungsgeschichte

### Bouvet de Lozier (1739)
Die tatsächliche Bouvetinsel wurde am 1. Januar 1739 durch Jean-Baptiste Charles Bouvet de Lozier entdeckt und nach dem Tag der Entdeckung Cap de la Circoncision genannt. Die Benennung als Kap lag im Irrtum Bouvet de Loziers; es handele sich bei der Insel um einen Vorposten bzw. die Nordspitze des Südkontinents Terra australis incognita. Später wurde fälschlicherweise angenommen, Bouvet de Lozier habe die Hauptinsel Bouvet & Hay, benannt nach ihm sowie dem Kapitän seines zweiten Schiffes, entdeckt.

### Lindsay (1808)
Ohne von Bouvet de Loziers Entdeckung zu wissen, sichtete der britische Walfänger James Lindsay am 6. Oktober 1808 dieselbe Insel und benannte sie, zumal er sich als erster Entdecker wähnte, nach sich Lindsay Island. Die Position seines Schiffes Swan bestimmte er hierbei auf 54° 22′ S; 4° 15′ E.

### Norris (1825)
Am 10. Dezember 1825 sichtete der britische Kapitän und Walfänger George Norris die Bouvetinsel. Ohne von den Sichtungen Bouvet de Loziers und Lindsays gewusst zu haben oder sie bewusst ignorierend, taufte er die beim Betreten für die britische Krone in Besitz genommene Insel auf Liverpool Island. Vom 13. bis zum 16. Dezember erkundete er das Umfeld der Insel und entdeckte 45 Seemeilen nordöstlich eine zweite kleine, flache Insel sowie südöstlich bzw. südlich weitere Felsen. Die zweite Insel wurde Thompson Island genannt, die Felsinselchen nach ihrer Form The Chimneys.

### Fuller (1893)
Im Jahr 1893 will der US-amerikanische Kapitän Joseph J. Fuller mit seinem Schiff Francis Allyn sowohl die Bouvet- als auch die Thompsoninsel wiedergesichtet haben. Seine Beschreibungen beider Inseln stimmen jedoch nahezu wörtlich mit denen Norris’ überein, was die Behauptung einer Sichtung unglaubwürdig macht.

### Sonstige
Sowohl James Cook als auch James Ross scheiterten 1772 und 1775 bzw. 1843 beim Versuch, die Bouvetinsel wiederzufinden, nachdem sie in kurzer Distanz an ihr vorbeigesegelt waren, woraus sie folgerten, Bouvet de Lozier müsse einen Eisberg für Land gehalten haben. Carl Chun, Teilnehmer der Valdivia-Expedition, vermutete als Grund für das Misslingen die Verhüllung der Insel in Wolken, welche auch von ihm selbst beim Verlassen des Archipels beobachtet werden konnte.
1832 behauptete der US-amerikanische Kapitän und Seefahrer Benjamin Morrell in seinem Buch A narrative of Four Voyages to the South Sea, North and South Pacific Ocean zudem, die Insel, deren Umfang er auf mindestens 25 Meilen schätzte und die er Bouvette Island nannte, bereits vor zehn Jahren, am 6. Dezember 1822 gesichtet und als erster betreten zu haben. Seine Beschreibung der Insel ähnelt aber stark der Norris’, zudem ist Morrell für zahlreiche Übertreibungen in seinen abenteuerartigen Berichten bekannt, weshalb angenommen werden kann, dass er diese nicht gesehen hat.

## Valdivia-Expedition 1898
Im Rahmen der Deutschen Tiefseeexpedition erkundete der als Basisschiff dienende Transatlantikliner Valdivia 1898 das Gebiet, in dem die Bouvet-Gruppe liegen sollte. Diese war zuletzt im Jahre 1825 bestätigt gesichtet worden. Am Nachmittag des 25. November sichtete die Besatzung erstmals die Bouvetinsel. Am folgenden Tag umkreiste das Schiff die Insel und bestimmte – erstmals in der Geschichte des Archipels – die exakte Position der Bouvet-Gruppe. Eine Landung war aufgrund ungünstiger Wetterbedingungen nicht möglich. Am 27. November suchte die Expedition die übrigen Inseln. An der vermeintlichen Position der Thompsoninsel, die noch fünf Jahre zuvor von Joseph Fuller gesichtet worden sein sollte, wurde eine Meerestiefe von 1849 Metern gemessen, etwas weiter östlich waren es 2321 Meter. Auch im Umkreis von zehn Seemeilen konnte kein Anzeichen einer Insel oder deren Überreste gefunden werden. An den Positionen von Bouvet & Hay, Lindsay Island und Liverpool Island wurde die Meerestiefe auf mehr als 2400 Meter bestimmt. Trotzdem ließ der Expeditionsleiter Carl Chun es offen, ob doch eine zweite, nicht gesichtete Insel existiere.

## Spätere Entwicklungen
Im Jahr 1926 maß das Deutsche Forschungsschiff Meteor an der Position der Thompsoninsel eine Meerestiefe von 1580 Metern sowie 1030 Metern acht Seemeilen weiter südlich, ohne Brandung, Land oder Klippen zu sichten.
1927 und 1928 wurde die Existenz der Thompsoninsel während der von Lars Christensen finanzierten Norwegian Antarctic Expedition endgültig ausgeschlossen. Nichtsdestotrotz erschien sie noch bis 1943 auf Karten. Am 1. Dezember 1927 wurde die Bouvetinsel durch den Norweger Harald Horntvedt als Kapitän der Norvegia, dem Basisschiff der norwegischen Expedition, für sein Land okkupiert. Begründet wurde dies mit dem Verlust der britischen Hoheitsrechte durch Nichtausübung. Großbritannien verzichtete am 19. November 1928 auf die Insel, der Territorialanpruch wurde am 27. Februar 1930 rechtlich wirksam.